# Tage Johansson (missionär)
För andra betydelser, se Tage Johansson.
Tage Johan Olof Johansson, född 24 juni 1919 i Torups församling, Halland, död 18 september 2007 i Skärstad, Jönköpings län, var en svensk pastor, författare och missionär verksam i Liberia, Etiopien och Sudan.

## Biografi
Tage Johansson växte upp i en troende familj på gården Öllsjö i Torup i Halland och blev i övre tonåren medlem i Pingstförsamlingen i Oskarström. Han genomgick bibelskola hos Smyrnaförsamlingen i Göteborg och verkade som evangelist i småländska Stockaryd under tre år. Sedan följde studier på en bibel- och språkskola i Falköping och på Elim Bible College i Storbritannien där han studerade tropisk medicin och sjukvård.
Hans missionsgärning inleddes 1954 då han reste till Liberia, där han arbetade i två perioder. Efter åren där studerade han religion och historia på universiteten i Göteborg och Lund, och tog en teologie licentiatexamen. Han påbörjade även doktorsstudier, men avbröt dessa och reste i stället till Etiopien, där han och hustrun Birgitta var med under uppbyggnadsarbetet av den svenska pingstmissionen. Deras missionsarbete i landet skedde under flera perioder. Även i grannlandet Sudan och staden Addis Abeba gjordes missionsinsatser. Från 1960-talet var missionsarbetet knutet till Pingstförsamlingen i Jönköping.
Hemma i Sverige var Tage Johansson en stark missionsinspiratör. För sina missionsinsatser fick han 1998 Hanna Ouchterlony-priset på 25 000 kronor. Han innehade även församlingstjänster i Sverige, bland annat två perioder i Solna stad. På senare år var makarna Johansson bosatta i Jönköping.
Johansson gifte sig 1955 med Birgitta Johansson (1927–2005) och paret hade sex barn: Kristina, Eva, Staffan, Ulf, Elisabeth och Henrik. Han var bror till missionären Elisabeth Öllsjö (1913–2002).